# Ictinogomphus
Ictinogomphus là một chi chuồn chuồn ngô thuộc họ Gomphidae. Chúng có kích thước từ trung bình đến lớn, thân khoanh với màu vàng và đen rất rõ ràng. Các loài trong chi Ictinogomphus thường thấy ở châu Phi, châu Á và Úc.

## Phân loại
Chi này gồm các loài:
- Ictinogomphus alaquopterus Yousuf & Yunus, 1976
- Ictinogomphus angulosus (Selys, 1854)
- Ictinogomphus australis (Selys, 1873)[1]
- Ictinogomphus celebensis (Schmidt, 1934)
- Ictinogomphus decoratus (Selys, 1854)
- Ictinogomphus dobsoni Watson, 1969[1]
- Ictinogomphus (Cinitogomphus) dundoensis (Pinhey, 1961)[3]
- Ictinogomphus ferox (Rambur, 1842)[4]
- Ictinogomphus fraseri Kimmins, 1958
- Ictinogomphus kishori Ram, 1985
- Ictinogomphus paulini Watson, 1991[1]
- Ictinogomphus pertinax (Hagen in Selys, 1854)
- Ictinogomphus pugnovittatus Yousuf & Yunus, 1976
- Ictinogomphus rapax (Rambur, 1842)[5]
- Ictinogomphus regisalberti (Schouteden, 1934)
- Ictinogomphus tenax (Hagen in Selys, 1854)

## Hình ảnh

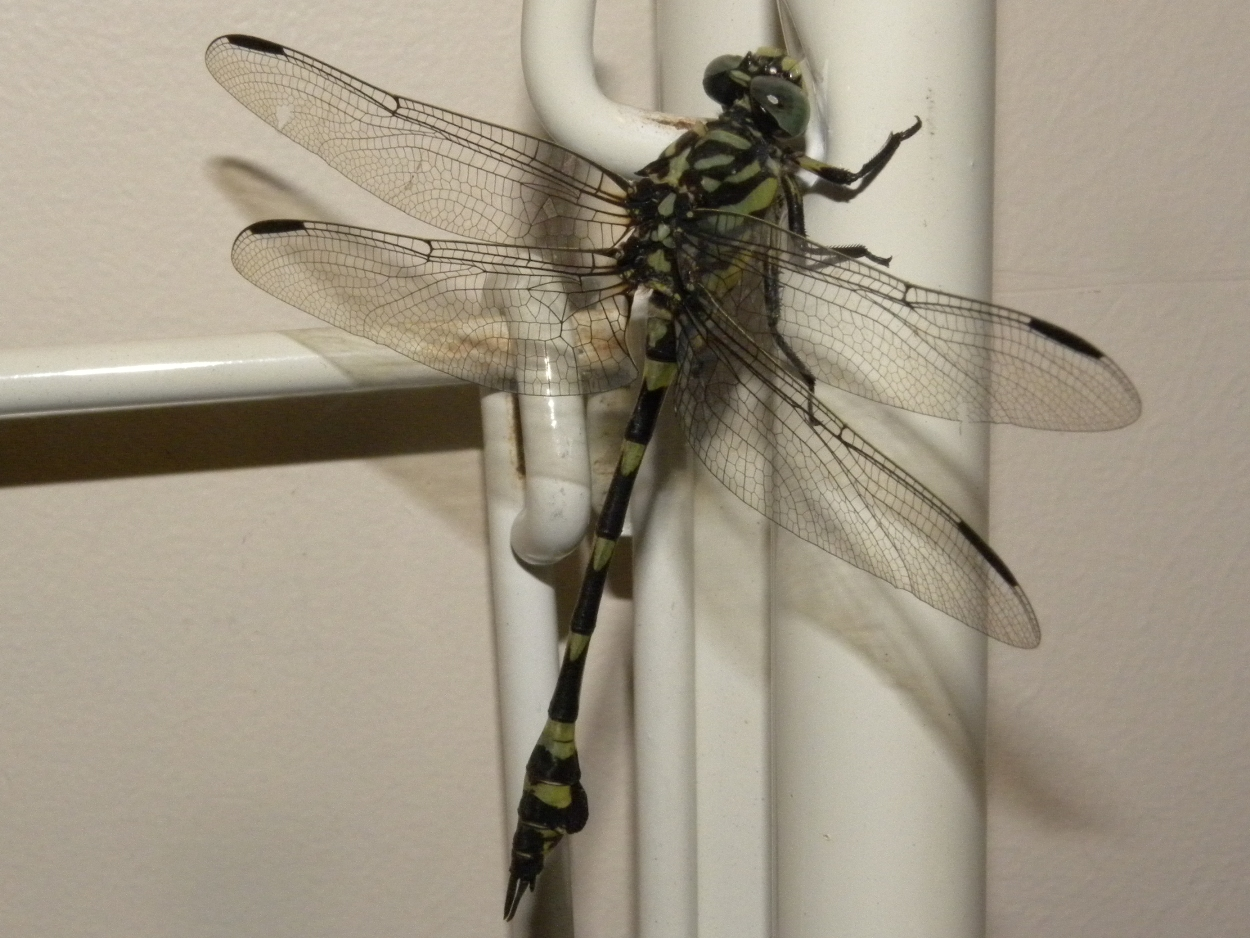